# Bandera de Sant Joan de Vilatorrada
La bandera oficial de Sant Joan de Vilatorrada té la descripció següent:
Bandera apaïsada, de proporcions dos d'alt per tres de llarg, verda fosca, amb una barra groga de gruix 1/10 de l'alçària del drap i amb les dues torres de l'escut, cadascuna d'alçària 5/12 de la del drap i amplària 1/5 de la llargària del mateix drap; la torre blanca de porta i finestres negres posada a 1/12 de l'alçària del drap de la vora superior i a 1/9 de la llargària del mateix drap de la vora de l'asta, la torre groga de porta i finestres vermelles posada a 1/12 de l'alçària del drap de la vora inferior i a 1/9 de la llargària del mateix drap de la vora del vol.
Va ser aprovada el 27 d'octubre de 2022 pel Ple de l'Ajuntament de Sant Joan de Vilatorrada, aprovada pel Departament de la Presidència el 8 de maig de 2023 i publicada en el DOGC el 12 de maig del 2023 amb el número 8914.
Es basa en l'escut heràldic municipal i n'és una adaptació, ja que s'hi manté el color dels campers i les dues torres, però la corona i el ceptre es representen amb la barra groga.